# Parker Bolili Miambanzila
Parker Bolili Miambanzila, née le 16 avril 1992 à Kinshasa, est une taekwondoïste congolaise (RDC).

## Carrière
Parker Bolili Miambanzila est médaillée d'argent dans la catégorie des moins de 46 kg aux Jeux africains de 2011 à Maputo et médaillée de bronze dans la même catégorie aux Championnats d'Afrique de taekwondo 2014 à Tunis.